# Tom Soetaers
Tom Soetaers (ur. 21 lipca 1980 roku w Tienen) – belgijski piłkarz występujący na pozycji pomocnika.
W reprezentacji Belgii zadebiutował w 2003 roku w meczu z Polską. W swojej karierze występował w KV Kortrijk, KRC Genk, Ajaksie Amsterdam, Rodzie JC Kerkrade, RSC Anderlechcie i KV Mechelen.